# Leila Seth
Leila Seth (20 tháng 10 năm 1930 – 5 tháng 5 năm 2017) là thẩm phán nữ đầu tiên tại Tòa án Thượng thẩm Delhi và bà là người phụ nữ đầu tiên trở thành Chánh án Tòa án Thượng thẩm bang Himachal Pradesh vào ngày 5 tháng 8 năm 1991. Bà được ủy nhiệm điều tra nhiều vụ án, bao gồm cái chết của 'Biscuit Baron' Rajan Pillai, và cũng là trong ba thành viên của Ủy ban Tư pháp Verma được thành lập để chỉnh sửa luật cưỡng hiếp của Ấn Độ sau vụ hiếp dâm tập thể khét tiếng năm 2012 ở Delhi. Bà là một thành viên của Ủy ban Luật 15 của Ấn Độ từ năm 1997 đến năm 2000, và chịu trách nhiệm sửa đổi Đạo luật thừa kế Hindu đã trao quyền bình đẳng cho con gái trong tài sản gia đình.

## Thuở nhỏ
Leila Seth sinh ngày 20 tháng 10 năm 1930 tại Lucknow. Bà được cho là đã rất giống với cha bà, người đã làm việc trong Imperial Railway Service và đã bị tàn phá khi ông qua đời, khi bà mới 11 tuổi.
Sau cái chết của cha cô, gia đình bà gặp khó khăn về tài chính, nhưng mẹ bà đã cố gắng giáo dục bà tại Loreto Convent, Darjeeling. Sau khi hoàn thành việc học của mình, bà bắt đầu làm việc với tư cách là một nhà viết tốc ký ở Kolkata. Chính tại đây, bà đã được giới thiệu với chồng bà là Prem Seth, và có một cuộc hôn nhân 'bán sắp xếp'.
Sau khi kết hôn, bà chuyển tới London cùng chồng đang làm việc tại Bata. Khi tới London bà đã có cơ hội để bắt đầu học luật. Trong một cuộc phỏng vấn, bà nói rằng bà đã chọn luật vì lý do đơn giản là nó không yêu cầu đến lớp học, đó là một ưu tiên kể từ khi bà có một đứa con.
Năm 1958, Leila Seth đã viết bài kiểm tra London Bar và đứng đầu nó ở tuổi 27, trở thành người phụ nữ đầu tiên làm như vậy. Bà gia nhập tổ chức nghề luật vào năm 1959. Trong cùng năm đó, bà bào chữa dân sự như một nhân viên IAS. Khi đứng đầu ngành luật ở Anh, Seth được một tờ báo London gọi là "Mother-in-Law". Đồng thời, các tờ báo khác bày tỏ nỗi buồn của họ về việc làm thế nào trong số 580 học sinh tham dự Kỳ thi luật, một phụ nữ đã lập gia đình lại đứng đầu.

## Sự nghiệp
Ngay sau khi rời London Bar, Leila và Prem Seth chuyển về Ấn Độ, nơi bà bắt đầu hành nghề luật sư ở Patna. Ban đầu bà làm việc dưới một luật sư cao cấp tên là Sachin Chaudhary. Bà cũng từng là học sinh của trường Ashoke Kumar Sen. Bà làm việc tại Tòa án Thượng thẩm Patna trong 10 năm. Bà đã nói về thái độ phân biệt đối xử mà bà phải đối mặt để làm việc trong lĩnh vực luật nam giới thống trị. Bà kể lại ban đầu bà không nhận được nhiều công việc, vì mọi người không nghĩ rằng một luật sư nữ sẽ có khả năng xử lý tốt.
Leila Seth xử lý các trường hợp khác nhau, từ các vấn đề thuế (thuế thu nhập, thuế bán hàng, thuế tiêu thụ đặc biệt và Hải quan), Luật Công ty, Luật hiến pháp, Luật dân sự, Luật hình sự và các vụ kiện hôn nhân và các vụ kiện công cộng.
Sau khi làm việc tại Tòa án Thượng thẩm Patna trong 10 năm, Leila Seth chuyển đến Tòa án Thượng thẩm Delhi năm 1972 và làm việc với các kiến nghị dân sự, các vấn đề hình sự, kiến nghị của công ty, sửa đổi và kháng nghị. Trong cùng năm đó, bà đã thành lập phòng luật sư, xử lý các vấn đề về thuế, kiến nghị và các khiếu kiện dân sự và hình sự.
Leila cũng nằm trong danh sách các luật sư cho chính quyền Tây Bengal trong Tòa án Thượng thẩm từ tháng 6 năm 1974. Vào ngày 10 tháng 1 năm 1977, bà được Tòa án Thượng thẩm chỉ định là một người bào chữa cao cấp.
Năm 1978, Leila Seth trở thành Thẩm phán Tòa án Thượng thẩm Delhi, trở thành nữ thẩm phán đầu tiên. Sự nghiệp của bà tiếp tục tăng lên khi bà trở thành Chánh án của Tòa án Thượng thẩm Himachal Pradesh, trở thành người phụ nữ đầu tiên là Chánh án của Tòa án Thượng thẩm bang.
Leila Seth chủ trì nhiều tổ chức tư pháp và nhân đạo khác nhau. Bà là thành viên của Ủy ban Luật 15 của Ấn Độ từ năm 1997 đến năm 2000, trong thời gian đó, bà dẫn đầu chiến dịch trao quyền thừa kế cho con gái về tài sản của tổ tiên trong Đạo luật Thừa kế Hindu (1956). Bà cũng từng là Chủ tịch của tổ chức Sáng kiến Nhân quyền Liên bang (CHRI) trong nhiều năm.
Bà cũng là nhận được nhiều yêu cầu, một trong số đó chịu trách nhiệm nghiên cứu ảnh hưởng của bộ phim truyền hình, Shaktiman (về một siêu anh hùng nổi tiếng) cho trẻ em. Shaktiman là một bộ phim truyền hình nổi tiếng dành cho trẻ em và nó là trung tâm gây tranh cãi bởi vì nhiều trẻ em tự thiêu hoặc nhảy ra khỏi các tòa nhà với hy vọng rằng Shaktiman sẽ đến và giải cứu chúng. Bà cũng là thành viên duy nhất của Ủy ban Tư pháp Leila Seth đã điều tra về cái chết của giám đốc doanh nhân Rajan Pillai, hoặc thường được gọi là "Biscuit Baron".
Đáng chú ý, Leila Seth là một trong ba thành viên của Ủy ban Tư pháp Verma được thành lập sau vụ kiện hiếp dâm tập thể ở Delhi năm 2012 để xem xét việc sửa chữa các luật cưỡng hiếp ở Ấn Độ.

## Gia đình
Leila Seth cưới Prem Seth khi bà 24 tuổi. Họ có ba đứa con – Vikram Seth, Shantum và Aradhana. Vikram Seth là một nhà thơ và nhà văn nổi tiếng, Shantum là một giảng viên Phật giáo, và Aradhana là một nhà làm phim.
Leila Seth đã lên tiếng về việc ủng hộ con trai bà Vikram Seth khi anh là một người đồng tính, và đã chỉ trích rộng rãi Mục 377 và ủng hộ các quyền LGBTQIA, bao gồm cả một ấn bản trong tờ The Times Of India sau bản án Koushal năm 2013 khôi phục Mục 377.

## Qua đời
Leila Seth mất sau khi bị tim mạch vào đêm ngày 5 tháng 5 năm 2017 tại nơi ở của bà tại Noida, ở tuổi 86. Theo mong muốn của bà, không có tang lễ nào được tổ chức kể từ khi bà tặng mắt và các cơ quan khác cho mục đích cấy ghép hoặc nghiên cứu y học.